# Above the line
Publicidad Above The Line, ATL (acrónimo de las iniciales en inglés) o Publicidad sobre la línea es el tipo de publicidad que utiliza medios publicitarios convencionales. Con esta estrategia pretende llegar a una audiencia más amplia, ya que se sirve de los medios llamados masivos, donde la inversión en campañas publicitarias suele ser elevada. 

## Historia
Los términos ATL Y BTL fueron inicialmente utilizados por primera vez en el año 1954, después de que la compañía Procter and Gamble (P&G) comenzó a pagar a distintas agencias de publicidad por separado y con tarifas distintas. En esos momentos, la publicidad que era más directa se manejaba por separado de la que era más abierta.

## ¿En qué consiste?
En actividades publicitarias de gran alcance y en general, menos segmentadas. El objetivo principal de la comunicación ATL es el de crear branding e informar a los consumidores acerca de los productos y lograr una penetración en la mente del consumidor. Para ello, utilizan los medios de comunicación convencionales de alcance masivo. Uno de los inconvenientes de esta estrategia es el coste y que las conversiones son más globales y difíciles de calcular.
ATL incluyen estrategias de marketing masivo con estrategias poco segmentadas y de mayor alcance enfocadas en la imagen de marca.

## Ventajas y desventajas

### Ventajas
- Alto entendimiento en el mensaje dado.
- Posibilidad de interactuar.
- Gran alcance y cobertura.
- Masificación de la audiencia.
- Realiza todo con la intención de que la audiencia lo maneje igual que ellos.

(Imágenes, sonidos, representaciones, etc…) La más amplia cobertura que se consigue para la promoción puede llegar a grandes y diferentes canales, lo que generará una gran audiencia. Cuando la marca consigue el éxito deseado, le es más sencillo al anunciante saber y conocer los deseos del público al que va dirigido el producto.

### Desventajas
- No contiene visuales.
- Poco tiempo exposición.
- Zapping (Cambio rápido y continuo del canal del televisor por medio del mando a distancia o control remoto).
- Saturación de anuncios.

La puesta en marcha de esta estrategia supone un alto coste de producción a las compañías debido a las tarifas del mercado. Otro aspecto es la despersonificación de los consumidores con la marca debido a la nula segmentación del público objetivo. Debido a esto, se puede llegar a dañar las susceptibilidades de diferentes grupos sociales que no se vean representados con el producto. El feedback(realimentación) no se produce de manera inmediata, por lo que la medición de los resultados se alarga en el tiempo. Esto provoca una dificultad extra en conocer los índices de visibilidad de las campañas publicitarias. Son plazos que anunciante debe tener contemplado para dicha pérdida o ganancia que pueda adquirir.

## Campañas ATL
A través de las campañas ATL, los anunciantes van creando una concienciación de marca en el usuario y favorecen su posicionamiento dentro del mercado.
Otro aspecto es la despersonificación de los consumidores con la marca debido a la nula segmentación del público objetivo. Debido a esto, se puede llegar a dañar las susceptibilidades de diferentes grupos sociales que no se vean representados con el producto.

### Ejemplo
Ameriquest fue uno de los mayores prestamistas de hipotecas subprime de los Estados Unidos hasta que fue cerrada en septiembre de 2007. Sus prácticas de organización de préstamos se encontraban en el corazón de la crisis financiera de 2007-2010. Ameriquest promovió el préstamo de ingreso declarado, lo que permitió a los prestatarios potenciales declara sus ingresos sin ningún proceso de verificación. Muchos de estos préstamos de ingresos declarados fueron el catalizador del fracaso final de Ameriquest en sí mismo y un factor clave en las crisis financiera de las hipotecas subprime de 2007.
¿Por qué uso ATL para esta compañía? antes de su fracaso, Ameriquest era ampliamente conocida en los Estados Unidos a través de su actividad promocional. Se anunció ampliamente en la televisión, había dirigibles que volaron sobre los estadios de fútbol y de besibol, y patrocinado a los Rolling Stones, el Super Bowl XXXIX Halftime y a los pilotos de NASCAR.

### Ejemplos de cómo se usa en los medios de publicidad
Televisión Los anuncios de TV suelen tener mejor conexión con el cliente ya que prefieren imágenes con audio y movimiento a otros formatos como solo de audio o texto. Si el anuncio es bueno y se consigo un tipo de enganchamiento es muy probable que también sea compartido en las redes sociales.
Radio Excelente opción para el anunciante que quiere repetir un mensaje con mucha frecuencia y aunque el formato sea solo en audio da pie a crear mensajes muy creativos y originales a un precio muy accesible. Según la radio el alcance también puede ser local, nacional o internacional.
Revista y periódicos. (Publicidad en prensa escrita) Los periódicos tienen unos espacios publicitarios determinados que suelen utilizar los marketeros para informar a los consumidores o potenciales consumidores sobre su marca y sus ofertas.Las revistas suelen alcanzar un público objetivo mucho más definido y facilitan a los profesionales del marketing alcanzar diferentes nichos de mercado. Internet Utiliza internet para dirigir mensajes promocionales a los clientes. Incluye el correo electrónico marketing, mercadotecnia en buscadores web (SEM), mercadotecnia en redes sociales, muchos tipos de publicidad por visualización (como banners en páginas web) y publicidad móvil, incluye texto, logos, animaciones, videos, fotografías y otros gráficos. Una valla publicitaria y/o panel publicitario es una estructura de publicidad exterior consistente en un soporte plano sobre el que se fijan anuncios. Las vallas se han convertido en parte habitual del paisaje urbano e interurbano presentando anuncios o mensajes publicitarios
La denominación «above the line» incluye todas las actividades publicitarias relacionadas con medios masivos donde el objetivo es lograr el mayor número de impactos aunque no siempre se llegue exclusivamente al target o grupo específico en el que se quiere incidir. Por ello, los contenidos en estos medios deben ser especialmente cuidados ya que además de ser vistos por el segmento objetivo, serán vistos también por otros que pueden incluir menores de edad, ancianos, adolescentes, grupos étnicos y religiosos con diversas creencias...
Algunos expertos en mercadotecnia afirman que esta estrategia se utiliza para posicionar y construir marcas.
La efectividad de los anuncios dentro de estos medios se puede medir como puntos rating en televisión, pass-along en el caso de revistas, frecuencia de impactos para carteleras y periódico. Así como medidas de la interacción con lo anunciado, ya sea una promoción o el contacto directo con la marca.

## Marketing Through The Line
El marketing Through The Line (TTL), consiste en desarrollar sinergia entre las acciones de publicidad ATL y BTL.